# Google Fuchsia
|  | Per a altres significats, vegeu «Fúcsia». |

Fuchsia és un sistema operatiu que  Google desenvolupar el 2016. Aquesta companyia també ha desenvolupat altres sistemes operatius, com Android i Chrome OS, els quals estan basats en el Linux kernel. Fuchsia, en canvi, és basat en un nou microkernel anomenat Magenta, un derivat de Little Kernel, que va ser una temptativa per a unir aquells sistemes escrits principalment en C. Fuchsia haurà de funcionar en una gran diversitat de dispositius, incloent targetes de pagament, telèfons mòbils i ordinadors personals.
El símbol del sistema operatiu al repositori GitHub és un quadrat fúcsia, que dona -de moment- nom al projecte.

## Etimologia
Fuchsia rep el seu nom pel color fuchsia., fent referència a dos projectes de sistemes operatius dins d'Apple que van influir en els membres de l'equip del projecte Fuchsia: Taligent (nom en clau "Pink") i iOS (nom en clau "Purple"). L'esquema de nomenclatura basat en el color deriva dels colors de les targetes d'índex que els treballadors d'Apple van utilitzar per organitzar les seves idees.

## Història
A l'agost de 2016, els mitjans de comunicació van informar d'un misteriós repositori de codi font publicat a GitHub, revelant que Google estava desenvolupant un nou sistema operatiu anomenat Fuchsia. No es va fer cap anunci oficial, però la inspecció del codi va suggerir la seva capacitat per funcionar en diversos dispositius, inclosos els sistemes d'informació d'entreteniment per a cotxes, dispositius incrustats com semàfors, rellotges digitals, telèfons intel·ligents, tauletes i PC. La seva arquitectura difereix completament de l'Android i ChromeOS basats en Linux, en part a causa del seu nucli Zircon únic, anteriorment anomenat Magenta.
Al maig de 2017, Ars Technica va escriure sobre la nova interfície d'usuari de Fuchsia, una actualització de la seva interfície de línia d'ordres en el seu primer revelat a l'agost. Un desenvolupador va escriure que Fuchsia "no és una  joguina, no és un projecte del 20%, no és un abocador d'una cosa morta que ja no ens importa". Tot i que els usuaris podrien provar Fuchsia, res "funciona", perquè "tot és un munt d'interfícies de marcador de posició que no fan res". Múltiples similituds entre la interfície de Fuchsia i Android, incloent una pantalla d'aplicacions recents, un menú de configuració i una vista de pantalla dividida per veure múltiples aplicacions alhora, s'evidenciaven. Diversos mitjans de comunicació van escriure sobre els vincles aparentment propers del projecte amb Android, amb algunes especulacions que Fuchsia podria ser un esforç per "re-fer" o reemplaçar Android d'una manera que soluciona els seus problemes.
El gener de 2018, Google va publicar una guia sobre com executar Fuchsia a Pixelbooks. Això va ser implementat amb èxit per Ars Technica, on els experts van quedar impressionats amb el progrés, assenyalant que les coses estaven llavors funcionant, i es van mostrar especialment satisfets amb el suport de maquinari i diversos punters de ratolí.
Un dispositiu Fuchsia es va afegir a l'ecosistema Android el gener de 2019 a través del Android Open Source Project (AOSP). Google va parlar de Fuchsia a Google I/O 2019. Hiroshi Lockheimer, vicepresident sènior de Chrome i Android, el va descriure com un dels experiments de Google al voltant de nous conceptes de sistema operatiu.
L'1 de juliol de 2019, Google va anunciar el lloc web oficial del projecte de desenvolupament amb codi font i documentació. Aproximadament un any i mig més tard, el 8 de desembre de 2020, Google va anunciar que estava "expandint el model de codi obert de Fuchsia" incloent fer públiques les llistes de correu, introduir un model de governança, publicar un full de ruta i utilitzar un rastrejador d'emissions públiques.
Al maig de 2021, els empleats de Google van confirmar que Fuchsia s'havia desplegat al mercat de consum per primera vegada, dins d'una actualització de programari al Google Nest Hub de primera generació que substitueix el seu programari existent basat en Chromecast. L'actualització no conté canvis orientats a l'usuari al programari o interfície d'usuari del dispositiu. Després de l'onada inicial d'actualitzacions per previsualitzar dispositius, l'actualització es va desplegar a tots els dispositius Nest Hub l'agost de 2021. Al voltant del 21 de febrer de 2022, el navegador Chrome estava treballant completament a Fuchsia.
Al gener de 2023, Google va anunciar acomiadaments a tota l'empresa amb el 16% dels empleats de Fuchsia afectats. Al maig de 2023, Google va començar a llançar una actualització basada en Fuchsia al Google Nest Hub de segona generació.

## Resum

### UI i aplicatius mòbils
La interfície d'usuari i les aplicacions de Fuchsia estan escrites en Flutter, un kit de desenvolupament de programari que permet habilitats de desenvolupament multiplataforma per a Fuchsia, Android i iOS. Flutter produeix aplicacions de Dart. Escher és el motor de renderització de gràfics basat en Vulkan, amb suport específic per a les "ombres volumètriques suaus", un element que Ars Technica va escriure, "sembla construït a mida per executar les directrius d'interfície de disseny Material" de Google. El kit de desenvolupament de programari multiplataforma Flutter permet als usuaris instal·lar parts de Fuchsia en dispositius Android.
Està previst que una versió especial d'Android Runtime per a Fuchsia s'executi des d'un fitxer FAR, l'equivalent a l'Android APK.

### Kernel
Fuchsia es basa en un nou nucli de capacitat d'objecte, anomenat Zircon pel mineral. La seva base de codi derivava de la de Little Kernel (LK) per a dispositius incrustats, destinat a usos de baix recurs en una àmplia varietat de dispositius. LK va ser desenvolupat per Travis Geiselbrecht, que també havia coautor del nucli NewOS utilitzat per Haiku, una reimplementació de programari lliure de BeOS.
Zircon està escrit principalment en C++, amb algunes parts en C i llenguatge d'assemblador. Està compost per un nucli amb un petit conjunt de serveis d'usuari, controladors i biblioteques que són tots necessaris perquè el sistema arrenqui, es comuniquin amb el maquinari i carreguin els processos d'usuari. Les seves característiques actuals inclouen la manipulació de fils, memòria virtual, comunicació entre processos, i l'espera de canvis en l'estat dels objectes.
Està molt inspirat en els nuclis d'Unix, però difereix molt. Per exemple, no admet senyals similars a Unix, però incorpora la programació basada en esdeveniments i el patró d'observador. La majoria de les crides del sistema no bloquegen el fil principal. Els recursos es representen com a objectes en lloc de fitxers, a diferència dels sistemes Unix tradicionals en els quals tot és un fitxer.